# Ultimate Mortal Kombat 3
Ultimate Mortal Kombat 3 (сокр. UMK3; с англ. — «Окончательная Смертельная Битва 3») — компьютерная игра в жанре файтинга, разработанная и выпущенная компанией Midway в 1995 году. Первоначально игра появилась на аркадных автоматах, а затем на домашних игровых консолях. Является обновлённой версией Mortal Kombat 3 с дополнительными персонажами и аренами.
Позднее были выпущены версии для современных консолей, таких как Nintendo DS и PlayStation 2. Игра также доступна для Xbox 360 через сервис Xbox Live.

## Игровой процесс
Ultimate Mortal Kombat 3 является расширенным изданием Mortal Kombat 3. В игру было добавлено 4 персонажа — Китана, Джейд, Скорпион и Рептилия. Все персонажи получили возможность начинать комбо ударом рукой в прыжке, также были добавлены новые комбо.
Помимо стандартного режима игры, доступны два новых режима: турнир для восьми игроков, проходящий в формате плей-офф, и командная битва 2 на 2, в которой после выбывания персонажа на поле выходит его напарник. Также были добавлены новые арены.
В Ultimate Mortal Kombat 3 интеллект противников был доработан.

## Сюжет
Сюжет в игре аналогичен Mortal Kombat 3, за исключением сюжетных линий добавленных персонажей.

## Играбельные персонажи

### Персонажи, вернувшиеся изМКII
- Китана (Беки Гейбл) —  принцесса из Внешнего Мира, которая присоединяется к земным воинам в их борьбе с Шао Каном;
- Джейд (Беки Гейбл) — подруга Китаны, отправленная вместе с Рептилией на поиски бежавшей принцессы;
- Скорпион (Джон Тёрк) — воскрещённый  ниндзя, вырвавшийся из Преисподней, который не подчиняется никому;
- Рептилия (Джон Тёрк) — всегда верный Шао Кану, он отправлен на поиски Китаны вместе с Джейд, но в отличие от Джейд имеет приказ убить принцессу.

### Персонажи, вернувшиеся изМК3
- Сайракс (Сэл Дивита) — кибер-ниндзя из клана Лин Куэй, посланный убить Саб-Зиро;
- Сектор (Сэл Дивита) — кибер-ниндзя из клана Лин Куэй, посланный убить Саб-Зиро;
- Смоук (Сэл Дивита) — кибер-ниндзя из клана Лин Куэй, бывший союзник Саб-Зиро;
- Кабал (Ричард Дивицио) — бывший член клана «Чёрный дракон»;
- Ночной Волк (Сэл Дивита) — североамериканский индеец;
- Синдел (Лиа Монтелонго) — воскрешённая королева Эдении, находящаяся под контролем Шао Кана;
- Шива (модель, анимированная методом покадровой съёмки) — женщина из расы Шокан, телохранитель Синдел. Отсутствует в версиях для Sega Genesis и SNES;
- Страйкер (Майкл О'Брайан) — офицер из отряда по подавлению беспорядков;
- Джакс (Джон Парриш) — майор Специальных Сил США;
- Кано (Ричард Дивицио) — член клана «Чёрный дракон», который помогает Шао Кану в захвате Земли;
- Лю Кан (Эдди Вон) — чемпион Смертельной Битвы, который после вторжения Шао Кана на Землю оказался главной мишенью для отрядов истребителей Императора;
- Кун Лао (Энтони Маркес) — монах Шаолиня, который вместе с Лю Каном тренировал новое поколение бойцов для участия в турнире;
- Соня Блейд (Керри Хоскинс) — лейтенант Специальных Сил США;
- Саб-Зиро (Джон Тёрк) — бежавший ниндзя из клана Лин Куэй, младший брат оригинального Саб-Зиро;
- Шан Цзун (Джон Тёрк) — главный колдун Императора Шао Кана.

### Новые персонажи
- Рейн (Джон Тёрк; только на SNES и Sega Genesis[5]) — новый, пурпурный мужчина-ниндзя. Предал свою родину, Эдению, в ходе вторжения на Землю и служил Шао Кану как один из его наёмных убийц.

## Разработка и выпуск
Первые аркадные машины с Ultimate Mortal Kombat 3 были выпущены в ноябре 1995 года, через несколько месяцев после выпуска Mortal Kombat 3.

## Отзывы
| Сводный рейтинг      | Сводный рейтинг | Сводный рейтинг | Сводный рейтинг | Сводный рейтинг | Сводный рейтинг | Сводный рейтинг | Сводный рейтинг | Сводный рейтинг |
| Издание              | Оценка          | Оценка          | Оценка          | Оценка          | Оценка          | Оценка          | Оценка          | Оценка          |
| Издание              | Аркады          | DS              | GBA             | iOS             | Mega Drive      | Saturn          | SNES            | Xbox 360        |
| -------------------- | --------------- | --------------- | --------------- | --------------- | --------------- | --------------- | --------------- | --------------- |
| GameRankings         | N/A             | 72,96 %         | 33,68 %         | 56,25 %         | 70,00 %         | 82,07 %         | 68,70 %         | 68,18 %         |
| Metacritic           | N/A             | 73/100          | N/A             | 54/100          | N/A             | N/A             | N/A             | 70/100          |
| Иноязычные издания   |                 |                 |                 |                 |                 |                 |                 |                 |
| Издание              | Оценка          | Оценка          | Оценка          | Оценка          | Оценка          | Оценка          | Оценка          | Оценка          |
| Издание              | Аркады          | DS              | GBA             | iOS             | Mega Drive      | Saturn          | SNES            | Xbox 360        |
| CVG                  | N/A             | N/A             | N/A             | N/A             | N/A             | 4/5             | N/A             | N/A             |
| EGM                  | N/A             | N/A             | N/A             | N/A             | N/A             | 8,625/10        | 6,875           | N/A             |
| GameSpot             | N/A             | N/A             | 2,9/10          | N/A             | N/A             | N/A             | N/A             | N/A             |
| Next Generation      | [ 3 ]           | N/A             | N/A             | N/A             | N/A             | [ 19 ]          | N/A             | N/A             |
| Maximum              | N/A             | N/A             | N/A             | N/A             | N/A             | [ 20 ]          | N/A             | N/A             |
| Sega Saturn Magazine | N/A             | N/A             | N/A             | N/A             | N/A             | 91 %            | N/A             | N/A             |

Игра получила смешанные отзывы критиков. Версия для Sega Saturn получила положительные отзывы, но игру критиковали за долгое время загрузок перед боями. Порты для Sega Genesis, Super Nintendo и Nintendo DS получили смешанные отзывы. Mortal Kombat Advance был резко раскритикован и фанатами и журналистами. Некоторые игроки утверждали, что сложность интеллекта противников возросла слишком сильно, по сравнению с Mortal Kombat 3, и что компьютерные оппоненты делают слишком длинные и сложные комбо. Редактор Ден Сюй из журнала Electronic Gaming Monthly дал игре первый в истории журнала рейтинг «0». Сейчас игра имеет рейтинг 34 % на GameRankings и считается худшей в серии игр.
Рейтинг GameSpot «Best and Worst of 2006» назвал Ultimate Mortal Kombat 3 лучшим файтингом года на Xbox 360.